# Pont de Vesle
Le  Pont de Vesle  est un pont routier, au-dessus de la Vesle, du canal de l’Aisne à la Marne, du boulevard Paul Doumer, de la commune de Reims dans le département de la Marne, en France.

## Histoire
Avant le pont en béton, une passerelle métallique pour piétons, était couplée avec un pont tournant pour franchir le canal.
Après un projet, non construit d'un pont en X, de Jan-marcel Auburtin, le choix se porte sur un pont surélevé en béton armé permettant le franchissement du canal sans interrompre la circulation du canal.
Le pont de Vesle, en béton armé, fut construit entre 1930 et 1932. 
Les abords du pont sont aménagés par le paysagiste Édouard Redont.
Il a été inauguré le 2 juin 1935 par le Président de la République Albert Lebrun lors d'une journée marathon (discours, remise de médaille, inauguration du stade Auguste Delaune, de l’Hôpital Maison-Blanche, de la sous-préfecture et de la statue Jeanne d'Arc).

En juin 1940, l’armée française fait sauter le pont pour ralentir l’avancée allemande. 
Remis en état, l’armée allemande lors de la retraite devant la progression des Alliés, fait à son tour sauter le pont de Vesle le 29 août 1944 à 21h30 pour supprimer la voie d'accès normale à Reims par le Sud.

Au milieu des années 1970, le pont est remanié pour l'arrivée de l'autoroute.

## Caractéristiques de l’actuel Pont de Vesle
L’actuel pont de Pont de Vesle est un pont en béton armé.

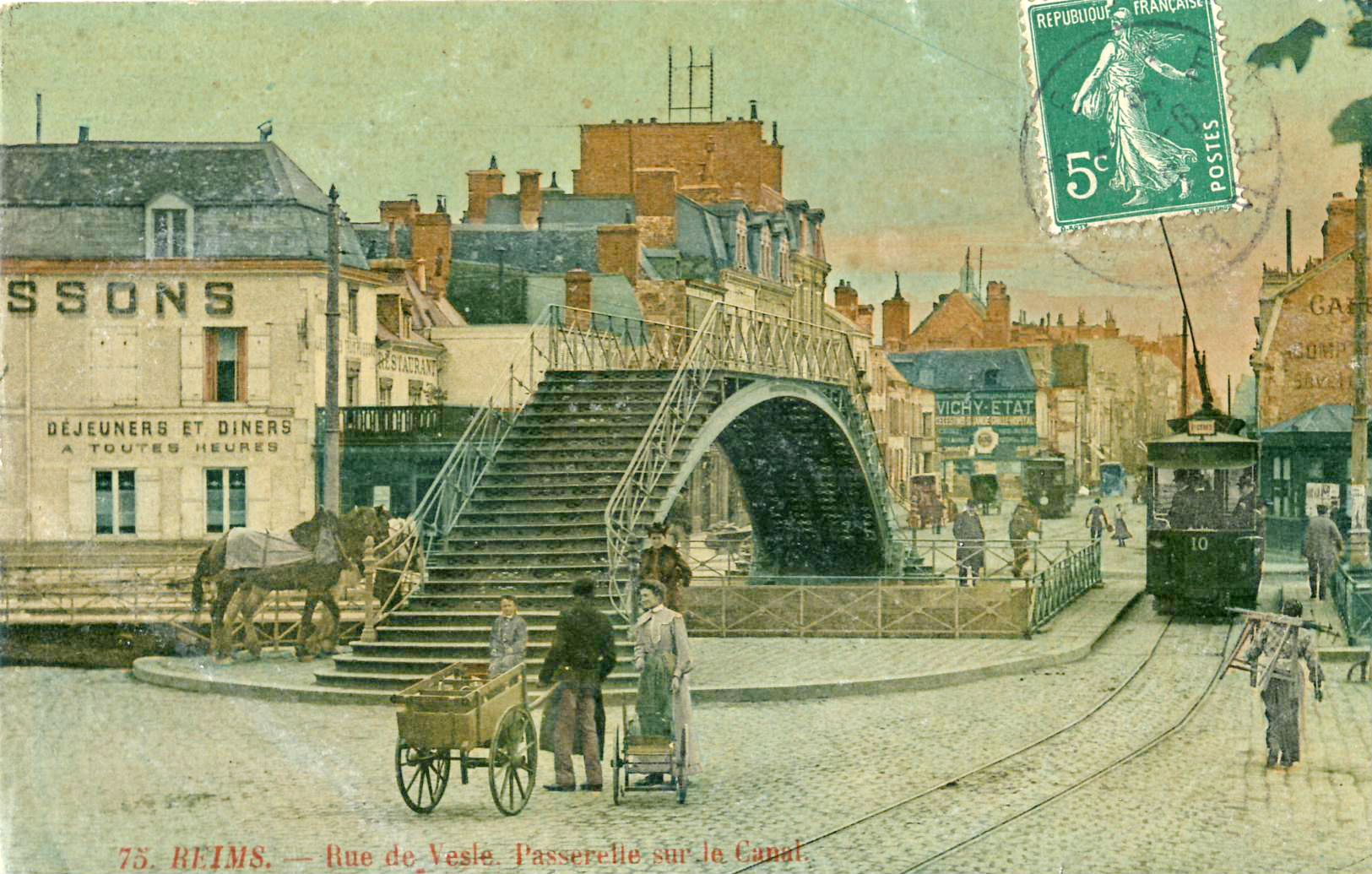
Passerelle et pont tournant sur le Canal
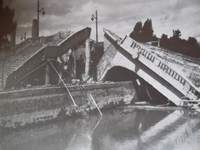
Pont de Vesle détruit
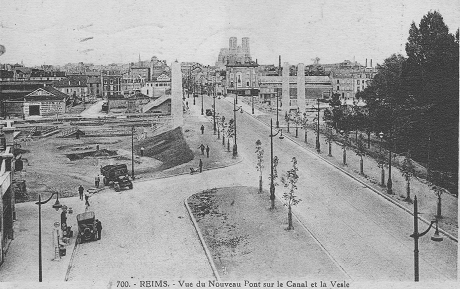
Reims reconstruction du pont de Vesle après la guerre 1940